# Bart Gets an Elephant
«Bart Gets an Elephant» (с англ. — «Барт получает слона») — семнадцатый эпизод пятого сезона мультсериала «Симпсоны». Премьера эпизода состоялась 31 марта 1994 года.

## Сюжет
На местной радиостанции KBBL проводится конкурс: диджеи звонят по случайному номеру и предлагают угадать задуманную ими фразу. Победитель получит на выбор 10 000 долларов или «дурацкий приз». Звонок раздаётся и у Симпсонов. Трубку поднимает Барт и угадывает фразу. Диджеи предлагают ему на выбор деньги или приз — африканского слона. Барт выбирает слона, но Билл и Марти, диджеи, ошеломлены, потому что слон — это всего лишь шуточный приз, который никто никогда не выбирал. Они предлагают Барту несколько других призов, от которых он отказывается. Слухи об отказе дать Барту слона распространились по всему городу, что привело к потоку гневных писем и писем от слушателей радиостанции. Босс Билла и Марти ставит им ультиматум: либо поиск для Барта слона, либо их заменят. Диджеи согласились на поиск приза и теперь в доме у Симпсонов появляется ещё одно животное — Стэмпи (Топтыга).
Гомер и Мардж решают, что их дом слишком мал для слона. Семью посещает представитель игрового резерва, который сообщает Симпсонам, что существует объект, подобный Африканской саване, в котором Стэмпи будет комфортно жить. Под конец, пока семья обдумывает предложение представителя, объявляется Браконьер Живой Природы, который хочет купить Стэмпи. Гомер хочет взять деньги, но Лиза против — особенно после того, как Браконьер открыто заявил, что после сделки собирается убить Стэмпи, чтобы получить его бивни. Браконьер настаивает на продаже слона и Симпсонам приходится бежать.

## Первое появление
В этом эпизоде впервые появился Клетус Спаклер.

## Культурные отсылки
- В саундтреке использована композиция Sixteen Tons.
- Место действия, где глаз Стэмпи видится через окно дома семьи Симпсонов, подобен месту действия с тиранозавром из фильма «Jurassic Park».
- Обвивающий шею Барта и выдёргивающий его хобот — отсылка к «Кошмару на улице Вязов».
- Во время уборки Барт протирает картину Американская готика Гранта Вуда, висящую на стене.